# Ахметбей
Ахметбей (на турски: Ahmetbey) е село в Източна Тракия, Турция, Вилает Лозенград. Околия Люлебургас.

## География
Селото се намира на 20 км източно от Люлебургаз.

## История
Според статистиката на професор Любомир Милетич в 1913 година в Ахмедбей живеят 200 гръцки семейства.